# Campionati europei di bob 2012
I Campionati europei di bob 2012, quarantaseiesima edizione della manifestazione organizzata dalla Federazione Internazionale di Bob e Skeleton, si sono disputati dal 6 all'8 gennaio 2012 ad Altenberg, in Germania, sulla pista DKB-Eiskanal, il tracciato sul quale si svolsero le rassegne continentali del 1995 e del 2005. La località della Sassonia sita al confine con la Repubblica Ceca ha quindi ospitato le competizioni europee per la terza volta nel bob a due uomini e nel bob a quattro e per la seconda nel bob a due donne.
Anche questa edizione si è svolta con la modalità della "gara nella gara", contestualmente alla quarta tappa della Coppa del Mondo 2011/12 e ai campionati europei di skeleton 2012.

## Risultati

### Bob a due uomini
La gara si è svolta il 7 gennaio 2012 nell'arco di una sola manche ed hanno preso parte alla competizione 26 compagini in rappresentanza di 16 differenti nazioni. Non si è infatti disputata la seconda discesa a causa di un'abbondante nevicata.
| Pos. | Atleti                              | Nazione    | Tempo | Distacco |
| ---- | ----------------------------------- | ---------- | ----- | -------- |
|      | Thomas Florschütz Kevin Kuske       | Germania-1 | 56.26 |          |
|      | Maximilian Arndt Marko Hübenbecker  | Germania-2 | 56.27 | +0.01    |
|      | Beat Hefti Thomas Lamparter         | Svizzera-1 | 56.73 | +0.47    |
| 4    | Aleksandr Zubkov Dmitrij Trunenkov  | Russia-1   | 56.74 | +0.48    |
| 5    | Oskars Melbārdis Daumants Dreiškens | Lettonia-1 | 56.88 | +0.62    |
| 6    | Gregor Baumann Alex Baumann         | Svizzera-2 | 57.01 | +0.75    |
| 7    | Manuel Machata Andreas Bredau       | Germania-3 | 57.11 | +0.85    |
| 8    | Nikita Zacharov Maksim Meleškin     | Russia-3   | 57.26 | +1.00    |
| 9    | Uģis Žaļims Intars Dambis           | Lettonia-3 | 57.35 | +1.09    |
| 10   | Aleksandr Kas'janov Maksim Belugin  | Russia-2   | 57.45 | +1.19    |

### Bob a quattro
La gara si è svolta l'8 gennaio 2012 nell'arco di due manches ed hanno preso parte alla competizione 20 compagini in rappresentanza di 13 differenti nazioni.
| Pos. | Atleti                                                            | Nazione       | Tempo   | Distacco |
| ---- | ----------------------------------------------------------------- | ------------- | ------- | -------- |
|      | Maximilian Arndt Marko Hübenbecker Alexander Rödiger Martin Putze | Germania-2    | 1:49.87 |          |
|      | Aleksandr Zubkov Filipp Egorov Dmitrij Trunenkov Nikolaj Chrenkov | Russia-1      | 1:50.53 | +0.66    |
|      | Thomas Florschütz Ronny Listner Kevin Kuske Thomas Blaschek       | Germania-1    | 1:50.79 | +0.92    |
| 4    | Edgars Maskalāns Daumants Dreiškens Raivis Broks Intars Dambis    | Lettonia-1    | 1:50.80 | +0.93    |
| 5    | Manuel Machata Michail Macharow Andreas Bredau Christian Poser    | Germania-3    | 1:50.82 | +0.95    |
| 6    | Aleksandr Kas'janov Aleksej Negodajlo Maksim Belugin Pëtr Moiseev | Russia-2      | 1:50.89 | +1.02    |
| 7    | Oskars Melbārdis Helvijs Lūsis Arvis Vilkaste Jānis Strenga       | Lettonia-2    | 1:51.24 | +1.37    |
| 7    | Edwin van Calker Yannick Greiner Sybren Jansma Arno Klaasen       | Paesi Bassi-1 | 1:51.24 | +1.37    |
| 9    | Jürgen Loacker Matthias Adolf Sebastian Heufler Martin Lachkovics | Austria-1     | 1:51.83 | +1.96    |
| 10   | Jan Vrba Vladimír Hladík Martin Bohman Jan Stokláska              | Rep. Ceca-2   | 1:52.04 | +2.17    |

### Bob a due donne
La gara si è svolta il 6 gennaio 2012 nell'arco di due manches ed hanno preso parte alla competizione 13 compagini in rappresentanza di 7 differenti nazioni..
| Pos. | Atlete                                  | Nazione       | Tempo   | Distacco |
| ---- | --------------------------------------- | ------------- | ------- | -------- |
|      | Cathleen Martini Janine Tischer         | Germania-2    | 1:54.67 |          |
|      | Sandra Kiriasis Petra Lammert           | Germania-3    | 1:54.69 | +0.02    |
|      | Fabienne Meyer Hanne Schenk             | Svizzera-1    | 1:55.23 | +0.56    |
| 4    | Anja Schneiderheinze Christin Senkel    | Germania-1    | 1:55.59 | +0.92    |
| 5    | Christina Hengster Inga Versen          | Austria-1     | 1:56.18 | +1.51    |
| 6    | Anastasija Tambovceva Ljudmila Udobkina | Russia-2      | 1:56.21 | +1.54    |
| 7    | Paula Walker Rebekah Wilson             | Regno Unito-1 | 1:56.32 | +1.65    |
| 8    | Caroline Spahni Ariane Walser           | Svizzera-2    | 1:56.84 | +2.17    |
| 9    | Viktorija Tokovaja Margarita Ismajlova  | Russia-3      | 1:57.36 | +2.69    |
| 10   | Ol'ga Fëdorova Julija Timofeeva         | Russia-1      | 1:57.46 | +2.79    |

## Medagliere
| Posizione | Paese    | Oro | Argento | Bronzo | Totale |
| --------- | -------- | --- | ------- | ------ | ------ |
| 1         | Germania | 3   | 2       | 1      | 6      |
| 2         | Russia   | 0   | 1       | 0      | 1      |
| 3         | Svizzera | 0   | 0       | 2      | 2      |
| Totale    | Totale   | 3   | 3       | 3      | 9      |